# Nwankwo Emeka Obiora
Nwankwo Emeka Obiora (Kaduna, Nigeria, 12 de julio de 1991) es un futbolista nigeriano que juega como mediocampista en el Académica de Coimbra de la Terceira Liga.

## Trayectoria
Obiora comenzó su carrera en Lagos en el club ECO FC, antes de que firmara para el Heartland FC. Dejó su club de Heartland Football Club para unirse al Wikki Tourists FC en calidad de préstamo en julio de 2008.
Luego dejó el Heartland FC para firmar un contrato con el Real Murcia, la Segunda División española, el 11 de mayo de 2009, el contrato venció el 30 de junio de 2010.
El 28 de noviembre de 2009 se anunció que el Inter contrataría al nigeriano a partir de enero de 2010.
El 27 de enero de 2014 el Córdoba CF anuncia su fichaje en el mercado invernal.

## Clubes
| Club                   | País     | Año       |
| ---------------------- | -------- | --------- |
| Heartland F. C.        | Nigeria  | 2006-2008 |
| Wikki Tourists F. C.   | Nigeria  | 2008-2009 |
| Real Murcia C. F.      | España   | 2009      |
| Inter de Milán         | Italia   | 2010-2011 |
| Parma F. C.            | Italia   | 2011-2013 |
| Gubbio (cedido)        | Italia   | 2012      |
| Calcio Padova (cedido) | Italia   | 2012-2013 |
| CFR Cluj               | Rumanía  | 2013-2014 |
| Córdoba C. F.          | España   | 2014      |
| Académica de Coimbra   | Portugal | 2014-2016 |
| Levadiakos             | Grecia   | 2016-2018 |
| Boaista F. C.          | Portugal | 2018-2020 |
| G. D. Chaves           | Portugal | 2021-2023 |
| Académica de Coimbra   | Portugal | 2024-     |

## Palmarés

### Títulos internacionales
| Título                            | Equipo         | Sede                   | Año  |
| --------------------------------- | -------------- | ---------------------- | ---- |
| Copa Mundial de Clubes de la FIFA | Inter de Milán | Emiratos Árabes Unidos | 2010 |
| Copa Africana de Naciones         | Nigeria        | Sudáfrica              | 2013 |